# Mällby och Ava
Mällby och Ava är en av SCB avgränsad och namnsatt småort i Timrå kommun. Den omfattar bebyggelse i Mällby och Ava belägna längs vägen mellan tätorten Söråker och Åstön i Tynderö socken.